# Party Doll
" Party Doll " es una canción de rock 'n' roll escrita por Buddy Knox y Jimmy Bowen. Fue grabada por Buddy Knox  en abril de 1956 y alcanzó el número 1 de las listas de éxitos de Estados Unidos en 1957.

## Historia
En 1948, Buddy Knox era todavía un adolescente que vivía cerca de Happy (Texas), cuando escribió los versos originales de "Party Doll" detrás de un pajar en la granja de su familia. Mientras asistía a la universidad en West Texas State University, él y dos amigos de la universidad, Jimmy Bowen y Don Lanier, viajaron a Clovis (Nuevo México), para grabar la canción en el estudio de Norman Petty. La hermana de Knox y dos de sus amigas, Iraene Potts de Amarillo y una vecina, cantaron coros en la canción y se reclutó a una chica de la banda de música de Clovis High School para tocar los platillos. Después de imprimir copias del disco, un DJ de Amarillo (Texas) comenzó a poner "Party Doll" en 1956 y pronto se convirtió en un éxito regional. Después de ser contactado por Roulette Records en la ciudad de Nueva York, la canción se distribuyó a nivel nacional en los Estados Unidos y se convirtió en un éxito en las listas, pasando una semana en el número 1 de la lista Top 100, el precursor del Billboard Hot 100, en marzo de 1957. En Canadá, la canción alcanzó el puesto 17 el 27 de mayo de 1957. Jerry Allison, baterista de The Crickets (que también grabó para Petty en Clovis), declaró en una entrevista que el tambor en Party Doll (que, según dijo, se tocaba en una caja de cartón) fue la inspiración para el sonido de batería que usó para " Not Fade Away ".

## Versiones
- Casi inmediatamente después de que Roulette lanzara la versión de Knox, otros sellos discográficos grabaron y lanzaron versiones de "Party Doll". Wingy Manone y Roy Brown grabaron versiones de R&B que tuvieron cierto éxito.
- Una versión menos rock and roll del cantante Steve Lawrence (con Dick Jacobs dirigiendo la orquesta) también se convirtió en un éxito pop ese mismo año, alcanzando el puesto número 5 en el Billboard Top 100.[4] La versión de Lawrence fue lanzada en el sello Coral Records.
- La banda neoyorquina The Crests grabó una versión del tema para su álbum de 1960, The Crests Sing All Biggies.
- Ronnie Dove, varios años antes de convertirse en estrella, grabó la canción en 1961 con su banda, los Bell Tones, para Decca Records .
- También fue uno de varios estándares de rock and roll grabados por Lindisfarne en su álbum de fiesta de 1987 C'mon Everybody, y lanzado como sencillo.

- La versión de Knox se incluyó en la banda sonora de la película American Graffiti de 1973.